# 科塔库帕姆
科塔库帕姆（Kottakuppam），是印度泰米尔纳德邦Viluppuram县的一个城镇。总人口24076（2001年）。

## 人口
该地2001年总人口24076人，其中男性12125人，女性11951人；0—6岁人口3068人，其中男1495人，女1573人；识字率65.81%，其中男性为73.45%，女性为58.06%。